# C't

Logo

Het Duitse c't is een computertijdschrift, uitgegeven door Verlag Heinz Heise, Hannover. Het verscheen voor de eerste keer in 1983, tot 1997 maandelijks en sindsdien tweewekelijks. Sinds 1997 wordt door F&L Media in licentie een Nederlandstalige editie uitgegeven, welke maandelijks verschijnt. Het blad is los te koop in de winkel en ook via abonnement te verkrijgen.
C't is een blad dat ingaat op techniek van de computer in een heel brede zin. Het blad heeft naast kritische redactionele stukken over ontwikkelingen op softwaregebied ook columns van juristen, tests van hardware en pagina's vol met informatie en tips voor programmatuur. Tussen 2001 en 2006 verscheen c't met een cd of soms dvd, maar vanwege de opkomst van breedbandinternet werd daar vanaf eind 2006 van afgezien.

## Doelgroep
Het blad is geschikt voor lezers die meer kennis hebben van een computer dan enkel waar de aan-uitknop zit: mensen die vaak zelf knutselen aan hun computer, programmeren of graag uitvinden wat voor functionaliteit een programma heeft en/of professioneel bezig zijn met computerhard- en software in welke vorm dan ook.